# Cheilotrichia sulfureoclavata
Cheilotrichia sulfureoclavata là một loài ruồi trong họ Limoniidae. Chúng phân bố ở miền Cổ bắc.